# احتلال عدن (1548)

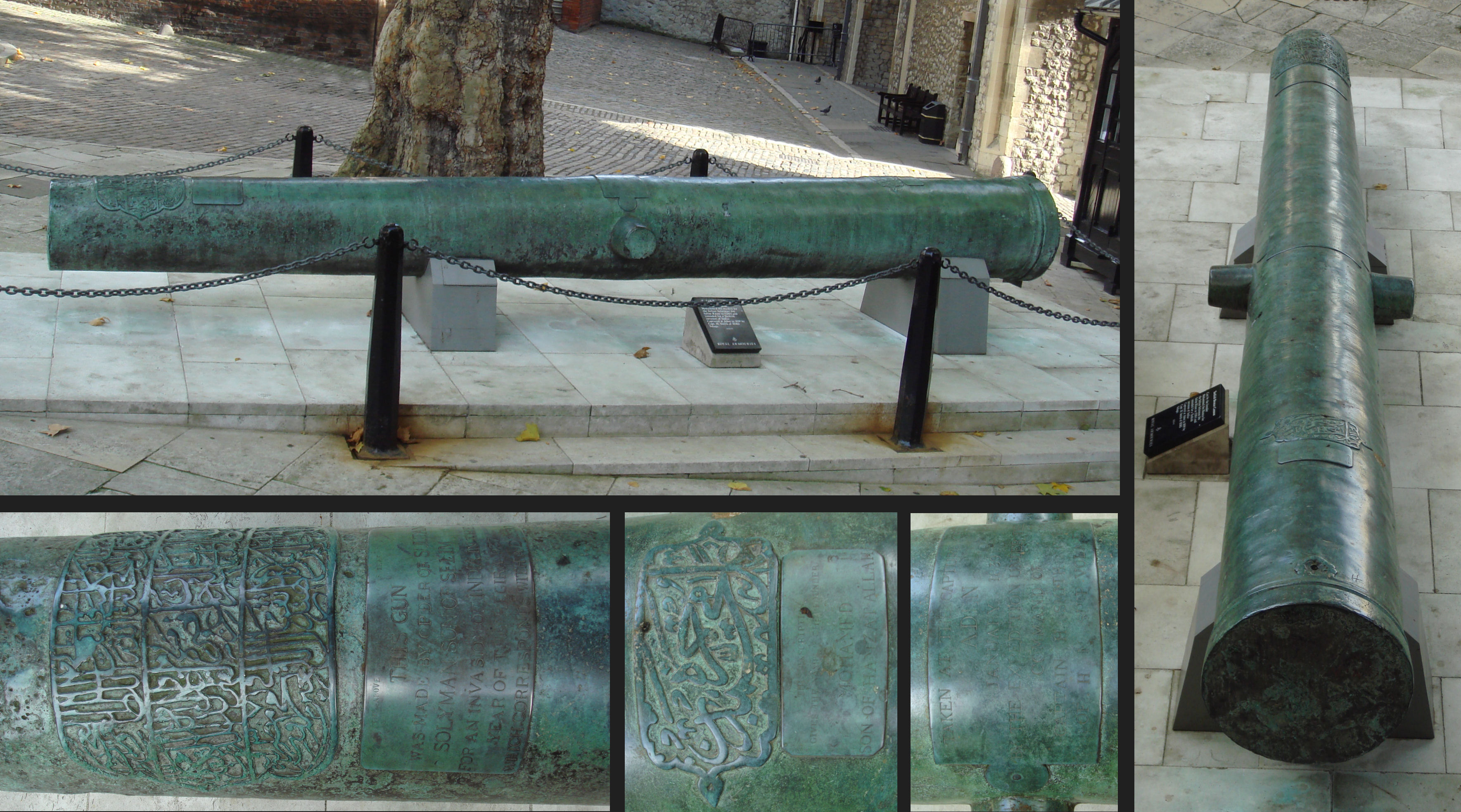
مدفع سليمان

قام العثمانيين بالاستيلاء على عدن في 1548 من البرتغاليين في 26 فبراير 1548.
استولى العثمانيين على عدن بقيادة سليمان القانوني في عام 1538، بغية توفير العثمانيين قاعدة لشن غارات ضد الممتلكات البرتغالية على الساحل الغربي في الهند. الإبحار إلى الهند، فشل العثمانيين ضد البرتغاليين في حصار ديو في سبتمبر 1538،ولكن بعد ذلك عادوا إلى عدن حيث أن المدينة محصنة بمئة قطعة من المدفعية. من هذه القاعدة، تمكن سليمان باشا من السيطرة على اليمن كاملة، مع صنعاء .

## الاحتلال البريطاني لعدن
لقد كانت عدن ولا زالت محط أنظار كثير من الدول الطامعة في إرساء قواعد لها على البحر الأحمر والخليج العربي ومن ثَمَّ السيطرة على المحيط الهندي، والحصول على السيطرة الاقتصادية والسياسية في تلك المنطقة، فتوالت على عدن الكثير من القوات و الدول المستعمرة .
وكان من أهم تلك الدول (بريطانيا)، حيث قامت ببعض المقدمات لاحتلال عدن فأرسلت في بداية الأمر الكابتن هينز أحد ضباط البحرية إلى منطقة خليج عدن في عام 1835م وذلك لمعرفة مدى صلاحية المنطقة لتكون قاعدة بحرية ومستودعا للسفن البريطانية وقد أشار هينز في تقريره إلى ضرورة احتلال عدن لأهميتها الإستراتيجية .
كانت سلطنة لحج مسيطرة على عدن حتى العام 1839م ، حين خسرت ميناء عدن لصالح الإمبراطورية البريطانية في 19 يناير عام 1839م .